# 岡村茂
岡村 茂（おかむら しげる、1963年8月 - 2023年）は、日本の漫画家、昆虫研究家、童話作家。代表作に『BAD BOY MEMORY』、「ドラゴン先生」シリーズなど。昆虫ショップ「オカクワ」の取締役も務めていた。

## 略歴
元サラリーマンで1988年に『マブダチストーリー』で集英社の少年漫画大賞佳作受賞。翌1989年に『アイアンホーク』（ジャンプオリジナル）を読み切り掲載。同年に『BAD BOY MEMORY』の読み切り掲載を経て1990年に同作で月刊少年ジャンプで連載デビュー。連載終了後に少年誌・青年誌で作品を発表。
2000年からパチスロ漫画誌に活躍の場を移してからドラゴン先生やドラゴン岡村と呼ばれパチスロブームに乗り2003年に月間連載本数14本、2005年3月に月間掲載ページ数341ページ等の記録を樹立した。作中のパチスロ実戦に前述の名で本人も登場し、カリスマ的な人気を博した。
漫画家としてデビューするのとほぼ同時にオオクワガタの採集とブリード、クワガタムシとカブトムシの標本収集などを始めた。世界各国の昆虫を現地に出向いてまで観察に行き、世界の昆虫標本のコレクション「ドラゴン先生コレクション」は珍品やギネス個体など貴重な標本が多く含まれている。昆虫の研究・昆虫採集が高じて2005年にクワガタムシ・カブトムシの販売・関連グッズの販売を行うペットショップ・「OKAKUWA」を開店したが現在は実店舗は閉店しインターネット通信販売専門店となる。2006年には初のムック本・昆虫書籍を出版した。2007年から昆虫のイベント・サイン会を世界各国でも行うなど世界的に人気がある。講演家・昆虫研究家として各種メディアの出演や世界各国への昆虫生態観察取材などして活動している。2011年から『最強ジャンプ』8月発売夏号の昆虫コーナー『最強昆虫都市ムシシティ』で監修と「ドラゴン市長」役で漫画と実写で登場していた。
2014年には週プレNEWSで「ドラゴン先生」を連載しパチンコ・パチスロ漫画家として復活、翌年に同じく週プレNEWSで「昆虫サマのおかげで食べてます ドラゴン先生〜ビジネス編〜」を連載し、自身の体験から昆虫ビジネスのエッセイ漫画を描く。2018年にウェイトトレーニングで鍛えた体力を活かし、格闘技やスポーツに挑戦する「50代の☆リアル体験入門 ドラゴン先生格闘ロード」を週プレNEWSで連載した。2020年7月に「世界のカブトムシ・クワガタ最強決定図鑑」が発売。2021年1月に「翔べ！ヘラクレス 岡村茂昆虫漫画作品集」、同年６月に「ドラゴン先生格闘ロード」が電子コミックスで発売され、同年７月に絵本「カブとん　クワたん　～まいごの ヤゴちん おたすけ だいさくせん～」が発売された。2022年５月に昆虫絵本の続編『カブとん　クワたん　～どこまでとべる！？もりのむしむしレース～』が発売され、同年６月に『世界のカブトムシ・クワガタムシリアルフィギュア図鑑vol.1』が発売。2023年２月に「カブトムシ・クワガタムシ ポケット大図鑑」４月に「やりすぎ昆虫図鑑 進化しすぎの虫たち」７月に「漫画家ドラゴン先生の世界カブトムシ旅行」の改訂版電子書籍、「決定版 世界のカブトムシBEST100」、「世界のカブトムシ・クワガタムシ リアルフィギュア図鑑 SUPER RED」、「世界のカブトムシ・クワガタムシ リアルフィギュア図鑑 SUPER BLUE」が発売された。
かねてから親交のあったむし社の土屋利行によれば、岡村は2023年に60歳で死去したという。

## 作品リスト
- マブダチストーリー（1988年、集英社）※少年漫画大賞佳作受賞
- アイアンホーク（1989年、ジャンプオリジナル、集英社）
- BAD BOY MEMORY（1989年、ジャンプオリジナル、集英社）
- BAD BOY MEMORY（1990年-1993年、月刊少年ジャンプ、集英社、全10巻）※連載デビュー
- FOREVER（1991年、ジャンプオリジナル、集英社）
- タメ戦ブラザーズ（1993年、週刊少年ジャンプ増刊号、集英社）
- ストライカーETE（1993年、週刊少年ジャンプ増刊号、集英社）
- 超人!竜巻バレー部（1994年、週刊少年チャンピオン、秋田書店、全3巻）
- 三軍の鉄（1994年、週刊ヤングジャンプ増刊号、集英社）
- 紅 KURENAI（1994年-1995年、隔週刊ヤングテイオー、ぶんか社、全4巻）
- 闘神伝RAN（1995年、ジャンプオリジナル、集英社）
- BOYS HEART（1995年、月刊少年ジャンプ、集英社）※監修として
- セメントBOY（1996年、週刊漫画ゴラク、漫画ゴラクネクスター、日本文芸社）
- ARE…（1996年、週刊ヤングジャンプ増刊号、集英社）
- がんばれ日本代表秋田豊物語（1996年、サッカー増刊号、竹書房）
- 探偵屋スバル（1997年、漫画ゴラクネクスター、日本文芸社）
- MOTOYAN（1997年、ビジネスジャンプ増刊号、集英社）
- 場外乱闘どーですか読者さぁん!?（1998年、まんがくらぶオリジナル、竹書房）
- ジャンキー掌（1999年、近代麻雀オリジナル、竹書房）
- オオクワガタ大作戦（2000年、双葉社）
- スロレンジャー外伝（2000年、別冊パチスロパニック7、白夜書房）
- スロッター鉄（2000年、パチスロパニック7、白夜書房）
- 翔べ!ヘラクレス（2000年、ルカヌスワールド、環境調査研究所）
- 攻略教師パチプロ先生（2001年、漫画パチンコ777、竹書房）
- ぶっちぎりスロッターMAX（2001年 - 、パチスロ7Jr.、辰巳出版、全4巻）※原案：高木MAX
- スロットハンターJIN（2001年、スーパーパチスロ777、竹書房）
- スロットドラゴンへの道（2001年、スーパーパチスロ777、竹書房）※監修として
- プロッター雅（2001年、パチスロ7、辰巳出版）
- ドラゴンスロッター茂（2001年、ヤングマガジンアッパーズ、講談社）※作画協力：なっつん
- しのプ～スロットチャレンジ（2001年、パチスロ裏テク攻略、平和出版）
- A SLOTTERヒロアキ（2001年、パチスロ裏テク攻略、平和出版）
- 新・攻略教師パチプロ先生（2001年、爆勝デジパチ、笠倉出版）
- パチンカーカブさん（2001年、爆勝デジパチ、笠倉出版）
- 麻雀仕掛人 極麻伝（2001年、MANGAオールマン、集英社、全2巻）※原作：土井泰昭
- 暗黒回胴伝 将（2002年、ヤングマガジンアッパーズ、講談社）※原案：高木MAX
- 豪腕パチンカー茂（2002年、爆勝デジパチ、笠倉出版）
- スロジェクター（2002年、パチスロ裏テク攻略、平和出版）
- ドラゴンミッションS（2002年、パチスロ実戦爆裂テク、竹書房）
- エキスパートA（2002年、パチスロまる確攻略、三和出版）
- スロットドラゴン茂（2002年、爆スロコミック、英和出版）
- DRAGON RUSH（2002年、パチスロ攻略KING、黒田出版）
- ワル（2003年、パチスロ闘魂コミック、笠倉出版）
- シャドースロッター（2003年、攻略パチスロコミック、笠倉出版）※原案：輝堂ヒロアキ
- リスキーDays（2003年、もっと儲かるパチスロ、英和出版）
- A-SLOTTER NEO（2003年、パチスロ裏テク大実戦、平和出版）
- 連勝男（2003年、パチスロ大連勝、日本文芸社）
- 爆裂スロッターMAX（2004年、パチスロ裏技最強テクMANIAX、雄出版）※原案：高木MAX
- 爆裂スロッターMAX（2004年、パチスロ裏技最強テク、ジャイロ）※原案：高木MAX
- ドラゴン&MAX（2004年、パチスロ裏技最強テク、竹書房）※原案：高木MAX
- 設定師リスキー長谷川（2004年、COMIC機種別特集、笠倉出版）※原案：リスキー長谷川
- ドラゴン先生奮戦記（2004年、エクスプレス、近畿出版社）
- リールゲイザー（2004年、攻略パチスロコミック、笠倉出版）
- プライベートドラゴン!（2004年、パチスロ本当にあったスゴイ話、黒田出版興文社）
- ドラゴン先生のファイヤードラゴン5（2005年、パチスロ本当にあったスゴイ話、黒田出版興文社）
- 北斗100連チャンバトル!（2005年、パチスロ攻略7、平和出版）
- ぶっちぎりパチンカーMAX（2005年、パチンコボンバー7、マイウェイ出版）
- ギャングって何でもアリだったッスから・・・！！（2006年、実話ナックルズ、ミリオン出版）※原作：カポネ晋作
- 最強昆虫都市ムシシティ（2011年、最強ジャンプ、集英社）※監修と「ドラゴン市長」役
- ドラゴン先生流カブト・クワガタ道場（2014年、ドラゴン先生の世界カブトムシ旅行、宝島社）
- ドラゴン先生（2014年、週プレNEWS、集英社）
- 昆虫サマのおかげで食べてます ドラゴン先生〜ビジネス編〜（2015年、週プレNEWS、集英社）[3]
- 岡村茂の世界昆虫旅行記（2016年、昆虫 超最驚図鑑、永岡書店）
- 50代の⭐️リアル体験入門 ドラゴン先生格闘ロード （2018年、週プレNEWS、集英社）[4]
- ドラゴン先生にチャレンジ！！（2020年、パチスロ7、スコラマガジン）
- 最強王者決定バトル（2020年、世界のカブトムシ・クワガタ最強決定図鑑、辰巳出版）
- 昆虫王（2021年、翔べ！ヘラクレス岡村茂昆虫漫画作品集、辰巳出版）
- バイオG帝大生物研究室(2021年、翔べ！ヘラクレス岡村茂昆虫漫画作品集、辰巳出版）
- カブとん　クワたん　～まいごの ヤゴちん おたすけ だいさくせん～（2021年、永岡書店）
- カブとん　クワたん　～どこまでとべる！？もりのむしむしレース～（2022年、永岡書店）
- ドラゴン先生のとってみよう！飼ってみよう！！（2023年、カブトムシ・クワガタムシ ポケット大図鑑、実業之日本社）

## 昆虫関連本
- 「オオクワガタ大作戦」（2000年7月、双葉社）
- 「はじめてのカブト・クワガタ昆虫採集」（2006年6月、ネコ・パブリッシング）
- 「ドラゴン先生の超ド級カブト・クワガタ大百科」（2007年6月、世界文化社）
- 「漫画家ドラゴン先生の世界カブトムシ旅行」（2014年7月、宝島社）
- 「昆虫　超最驚図鑑」（2016年8月、永岡書店）
- 「世界のカブトムシ・クワガタ最強決定図鑑」（2020年7月、辰巳出版）
- 「リアル造形図鑑 カブトムシ」(2022年5月、シルバーバック）
- 「リアル造形図鑑 クワガタ」(2022年5月、シルバーバック）
- 「世界のカブトムシ・クワガタムシ リアルフィギュア図鑑 vol.1」（2022年６月、双葉社）
- 「カブトムシ・クワガタムシ ポケット大図鑑」（2023年2月、実業之日本社）
- 「やりすぎ昆虫図鑑 進化しすぎの虫たち」（2023年４月、宝島社）
- 「漫画家ドラゴン先生の世界カブトムシ旅行」の改訂版電子書籍（2023年７月、宝島社）
- 「決定版 世界のカブトムシBEST100」（2023年7月、双葉社）
- 「世界のカブトムシ・クワガタムシ リアルフィギュア図鑑 SUPER RED」（2023年7月、双葉社）
- 「世界のカブトムシ・クワガタムシ リアルフィギュア図鑑 SUPER BLUE」（2023年7月、双葉社）

## 絵本
- 『カブとん　クワたん　～まいごの ヤゴちん おたすけ だいさくせん～』（2021年7月、永岡書店）
- 『カブとん　クワたん　～どこまでとべる！？もりのむしむしレース～』（2022年５月、永岡書店）